# What's Going On (nummer van Marvin Gaye)
What's Going On is een nummer van de Amerikaanse zanger Marvin Gaye. Het is het eerste nummer van zijn album What's Going On uit 1971. In januari van dat jaar werd het nummer uitgebracht als eerste single van het album.

## Achtergrond
In 1970 viel Marvin Gaye in een diepe depressie als gevolg van de dood van zijn zangpartner Tammi Terrell, die op 16 maart van dat jaar na een lange lijdensweg gestorven was aan een hersentumor. Gaye weigerde zowel optredens als opnames, totdat hij in contact kwam met Al Cleveland en Renaldo "Obie" Benson (van de Four Tops), die op dat moment aan het werk waren aan een politiek bewust nummer genaamd What's Going On. Gaye hielp hen met de compositie en was van plan het nummer later dat jaar te produceren voor Motown-act The Originals. Cleveland en Benson wisten Gaye er echter van te overtuigen dat hij het nummer zelf moest opnemen.
Hij deed dat uiteindelijk, na lang aandringen, op 10 juni 1970 en voegde God is Love eraan toe, dat hij zelf had geschreven. De atmosfeer in Hitsville USA was bij de opnamen uiterst ontspannen, de marihuanadampen waren niet van de lucht en James Jamerson bespeelde zijn basgitaar languit liggend op de vloer. Marvin Gaye leek de opname op dat moment weinig serieus te nemen, want hij nodigde zijn voetbalvriendjes Mel Farr en Lem Barney van de Detroit Lions. uit om te komen kijken en mee te zingen. De sessie had een geïmproviseerd karakter en omdat hij niet kon besluiten aan welke van de beide leadvocals hij de voorkeur gaf, werden ze uiteindelijk aan de mengtafel gecombineerd. Juist daardoor wekt de song een losse, quasi-spontane indruk.
Afgezien van zijn recente hits The Onion Song (laatste duet met Tammi Terrell) en Abraham, Martin & John had Gaye zich niet eerder gewaagd aan politieke boodschappen omdat hij bekendstond als zanger van radiovriendelijke nummers. Hoewel hij van dat imago af wilde (o.a door een baard te laten groeien en sportieve vrijetijdskleding te dragen) droeg Gaye de nummers voor als B-kant van zijn eerstvolgende single. Berry Gordy, Motown-baas en Gayes zwager, weigerde dit vanwege de controversiële sociale en politieke thema's. Gaye was echter zo overtuigd van de kwaliteit van de nummers dat hij een lobby startte bij verschillende studiobazen door het land. Toen Gordy hiervan lucht kreeg gaf hij Gaye alsnog zijn zin en bracht het nummer What's Going On als single uit. Het werd Motowns snelst verkopende single tot dan toe. What's Going On bleef lang hangen in zowel de Billboard Hot 100 als de Rhythm-and-blues-lijsten.

## Successen en coverversies
In eerste instantie behaalde "What's Going On" alleen in de Verenigde Staten successen, met een tweede plaats in de Billboard Hot 100 en een eerste plaats in zowel de soul- en R&B-lijst als de Cash Box Top 100. Na het uitbrengen van zijn comebacksingle "Sexual Healing" uit 1982 werd het nummer opnieuw uitgebracht, met een klein succes in het Verenigd Koninkrijk. In de loop der tijd werd het nummer steeds populairder, waarbij het in 1995 werd opgenomen in de 500 Songs That Shaped Rock van de Rock and Roll Hall of Fame. In 2004 haalde het nummer de vierde plaats in de lijst The 500 Greatest Songs of All Time van het tijdschrift Rolling Stone.
In 1987 werd het nummer gecoverd door Cyndi Lauper, die enkele successen behaalde in de Verenigde Staten en Europa. In 1990 werd het nummer opgenomen door de voormalig Mai Tai-zangeres Jetty Weels onder de naam Oscare en werd het een klein hitje. Het nummer werd tevens tweemaal opgenomen door een gelegenheidsformatie; in 1988 nam Live Aid Armenia, met onder anderen Aswad, Errol Brown, Boy George, David Gilmour en Labi Siffre, het nummer op om geld op te halen voor de slachtoffers van de aardbeving in Armenië. In 2001 werd het opgenomen door Artists Against AIDS Worldwide, met onder anderen Britney Spears, Lil' Kim, Christina Aguilera, *NSYNC, Gwen Stefani, Jennifer Lopez, Nelly Furtado, Destiny's Child, Wyclef Jean, de Backstreet Boys en Gaye's dochter Nona, om geld op te halen voor slachtoffers van AIDS wereldwijd. Deze versie werd kort voor de aanslagen op 11 september 2001 opgenomen en er werd bepaald dat een deel van de opbrengsten naar het Amerikaanse Rode Kruis zou gaan.

## Hitnoteringen

### Marvin Gaye

#### Radio 2 Top 2000
| Nummer met noteringen in de NPO Radio 2 Top 2000 | '03 | '04 | '05 | '06 | '07 | '08 | '09 | '10 | '11 | '12 | '13 | '14 | '15 | '16 | '17 | '18 | '19 | '20 | '21 | '22 | '23 | '24 |
| ------------------------------------------------ | --- | --- | --- | --- | --- | --- | --- | --- | --- | --- | --- | --- | --- | --- | --- | --- | --- | --- | --- | --- | --- | --- |
| What's Going On                                  | 321 | 297 | 509 | 219 | 212 | 284 | 200 | 268 | 246 | 264 | 264 | 268 | 324 | 464 | 167 | 219 | 512 | 400 | 467 | 541 | 541 | 687 |

1. ↑  Een vetgedrukt getal geeft de hoogste notering aan.
2. ↑  2003 was het eerste jaar met een notering voor dit nummer.

### Cyndi Lauper

#### Nederlandse Top 40
| Hitnotering: 16-05-1987 t/m 30-05-1987 | Hitnotering: 16-05-1987 t/m 30-05-1987 | Hitnotering: 16-05-1987 t/m 30-05-1987 | Hitnotering: 16-05-1987 t/m 30-05-1987 | Hitnotering: 16-05-1987 t/m 30-05-1987 |
| Week                                   | 1                                      | 2                                      | 3                                      |                                        |
| -------------------------------------- | -------------------------------------- | -------------------------------------- | -------------------------------------- | -------------------------------------- |
| Nummer                                 | 34                                     | 30                                     | 33                                     | uit                                    |

#### Nationale Hitparade Top 100
| Hitnotering: 09-05-1987 t/m 20-06-1987 | Hitnotering: 09-05-1987 t/m 20-06-1987 | Hitnotering: 09-05-1987 t/m 20-06-1987 | Hitnotering: 09-05-1987 t/m 20-06-1987 | Hitnotering: 09-05-1987 t/m 20-06-1987 | Hitnotering: 09-05-1987 t/m 20-06-1987 | Hitnotering: 09-05-1987 t/m 20-06-1987 | Hitnotering: 09-05-1987 t/m 20-06-1987 | Hitnotering: 09-05-1987 t/m 20-06-1987 |
| Week                                   | 1                                      | 2                                      | 3                                      | 4                                      | 5                                      | 6                                      | 7                                      |                                        |
| -------------------------------------- | -------------------------------------- | -------------------------------------- | -------------------------------------- | -------------------------------------- | -------------------------------------- | -------------------------------------- | -------------------------------------- | -------------------------------------- |
| Positie                                | 39                                     | 39                                     | 48                                     | 52                                     | 59                                     | 77                                     | 99                                     | uit                                    |

### Oscare

#### Nationale Top 100
| Hitnotering: 16-02-1991 t/m 23-03-1991 | Hitnotering: 16-02-1991 t/m 23-03-1991 | Hitnotering: 16-02-1991 t/m 23-03-1991 | Hitnotering: 16-02-1991 t/m 23-03-1991 | Hitnotering: 16-02-1991 t/m 23-03-1991 | Hitnotering: 16-02-1991 t/m 23-03-1991 | Hitnotering: 16-02-1991 t/m 23-03-1991 | Hitnotering: 16-02-1991 t/m 23-03-1991 |
| Week                                   | 1                                      | 2                                      | 3                                      | 4                                      | 5                                      | 6                                      |                                        |
| -------------------------------------- | -------------------------------------- | -------------------------------------- | -------------------------------------- | -------------------------------------- | -------------------------------------- | -------------------------------------- | -------------------------------------- |
| Positie                                | 98                                     | 78                                     | 67                                     | 60                                     | 60                                     | 82                                     | uit                                    |

### Artists Against AIDS Worldwide

#### Nederlandse Top 40
| Hitnotering: 17-11-2001 t/m 15-12-2001 | Hitnotering: 17-11-2001 t/m 15-12-2001 | Hitnotering: 17-11-2001 t/m 15-12-2001 | Hitnotering: 17-11-2001 t/m 15-12-2001 | Hitnotering: 17-11-2001 t/m 15-12-2001 | Hitnotering: 17-11-2001 t/m 15-12-2001 | Hitnotering: 17-11-2001 t/m 15-12-2001 |
| Week                                   | 1                                      | 2                                      | 3                                      | 4                                      | 5                                      |                                        |
| -------------------------------------- | -------------------------------------- | -------------------------------------- | -------------------------------------- | -------------------------------------- | -------------------------------------- | -------------------------------------- |
| Nummer                                 | 24                                     | 24                                     | 26                                     | 34                                     | 40                                     | uit                                    |

#### Mega Top 100
| Hitnotering: 10-11-2001 t/m 19-01-2002 | Hitnotering: 10-11-2001 t/m 19-01-2002 | Hitnotering: 10-11-2001 t/m 19-01-2002 | Hitnotering: 10-11-2001 t/m 19-01-2002 | Hitnotering: 10-11-2001 t/m 19-01-2002 | Hitnotering: 10-11-2001 t/m 19-01-2002 | Hitnotering: 10-11-2001 t/m 19-01-2002 | Hitnotering: 10-11-2001 t/m 19-01-2002 | Hitnotering: 10-11-2001 t/m 19-01-2002 | Hitnotering: 10-11-2001 t/m 19-01-2002 | Hitnotering: 10-11-2001 t/m 19-01-2002 | Hitnotering: 10-11-2001 t/m 19-01-2002 |
| Week                                   | 1                                      | 2                                      | 3                                      | 4                                      | 5                                      | 6                                      | 7                                      | 8                                      | 9                                      | 10                                     |                                        |
| -------------------------------------- | -------------------------------------- | -------------------------------------- | -------------------------------------- | -------------------------------------- | -------------------------------------- | -------------------------------------- | -------------------------------------- | -------------------------------------- | -------------------------------------- | -------------------------------------- | -------------------------------------- |
| Positie                                | 61                                     | 26                                     | 26                                     | 27                                     | 34                                     | 33                                     | 36                                     | 48                                     | 57                                     | 73                                     | uit                                    |